# Цутида Бакусэн

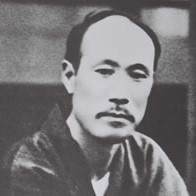
Цутида Бакусэн

Цутида Бакусэн (яп. 土田 麦僊, наст. имя Цутида Киндзи 土田金二; 9 февраля 1887, Садо (Ниигата) — 10 июня 1936, Киото) — японский художник, писавший свои картины в традиционном стиле нихонга.

## Жизнь и творчество
Родился на острове Садо (префектура Ниигата) в зажиточной крестьянской семье. С детства родители определили его будущее служителем при буддийском храме. В 1903 году юношей был отправлен в Киото в храм Тисяку-ин (智積院), где Цутида должен был стать монахом, однако вскоре уже он его покинул с тем, чтобы выучиться на живописца. Первоначально брал уроки рисунка у Судзуки Сёнена (1848—1918), затем у выдающегося мастера нихонга, Такэути Сэйхо. Первые успехи показал на второй Императорской выставке в 1908 году, ежегодно организуемой для художественного творчества японским министерством культуры. Цутида представил публике своё полотно «Наказание», завоевавшее третий приз. В следующем году поступает в Художественную городскую школу Киото. Дипломной работой его становится картина «Расчёсывая волосы» (1912), участвовавшая в пятой ежегодной Императорской выставке.
Не удовлетворённый рамками стиля нихонга, в 1918 году Цутида вместе с некоторыми другими молодыми живописцами — Сакакибарой Сихо (1887—1971), Мураками Кагаку (1888—1939), Ириэ Хако (1887—1948), Оно Тиккё (1889—1979) организует художественную группу «Национальное общество креативного искусства» (国画創作協会). Целью этого общества было обновление живописи стиля нихонга. Группа, с участием и Цутиды, организовывала собственные выставки живописи. В работах Цутиды ощущается сильное влияние поздних импрессионистов, в первую очередь Гогена (картины «Островитянки» и «Ныряльщицы»). В 1921—1923 годах художник совершает путешествие по Европе. Примером его работ этого периода творчества являются «Женская баня» (ставшая мотивом для почтового блока марок, выпущенного в Японии к 60-летию Национального музея современного искусства в Токио), а также «Гейша (майко) в саду» и «Женщины из Охара» (женщины из Охара традиционно поставляли в Киото на продажу дрова. Впервые этот сюжет художник использовал ещё в 1915 году). В 1928 году «общество», основанное художниками, распадается, и Цутида вновь участвует в ежегодных императорских выставках. В 1934 году его принимают в члены японской Академии художеств. Среди последних работ Цутиды следует назвать «Маки», «Плоская кровать», «Гейша».
Цутида Бакусэн был старшим братом японского философа Цутиды Кёсона (1891—1934).

## Галерея

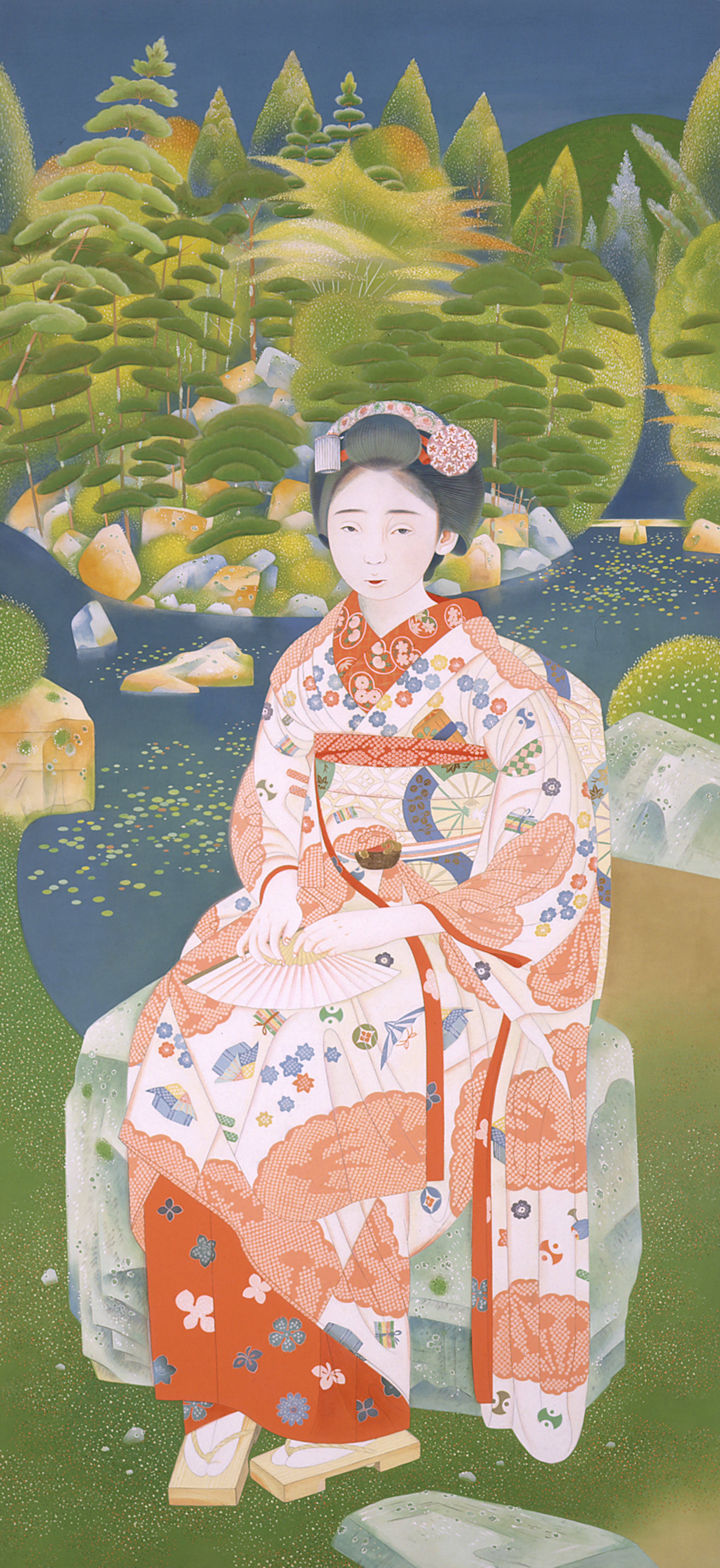
„Гейша (майко) в саду“ (1924)
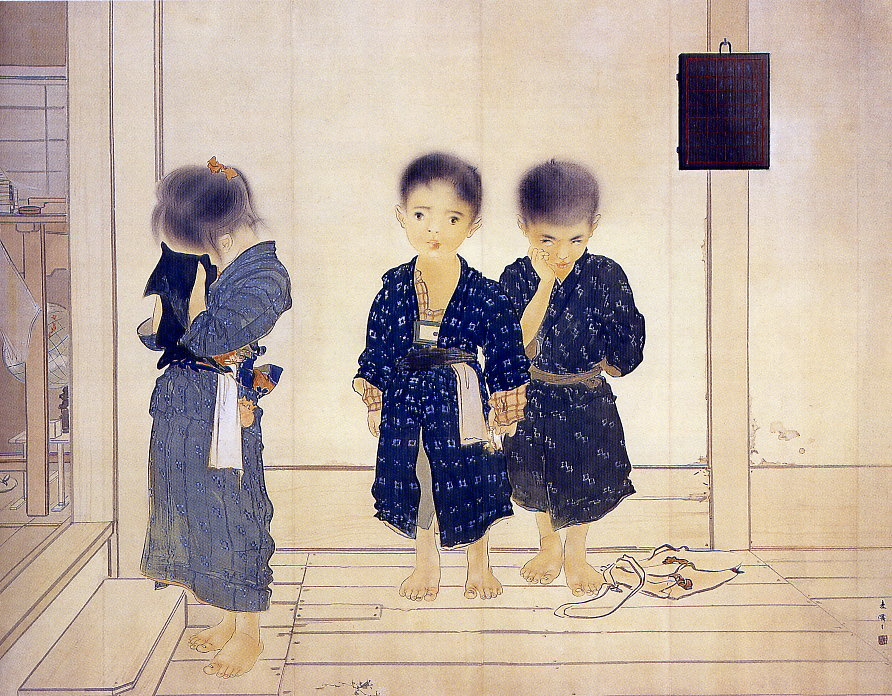
„Наказание“ (1908)
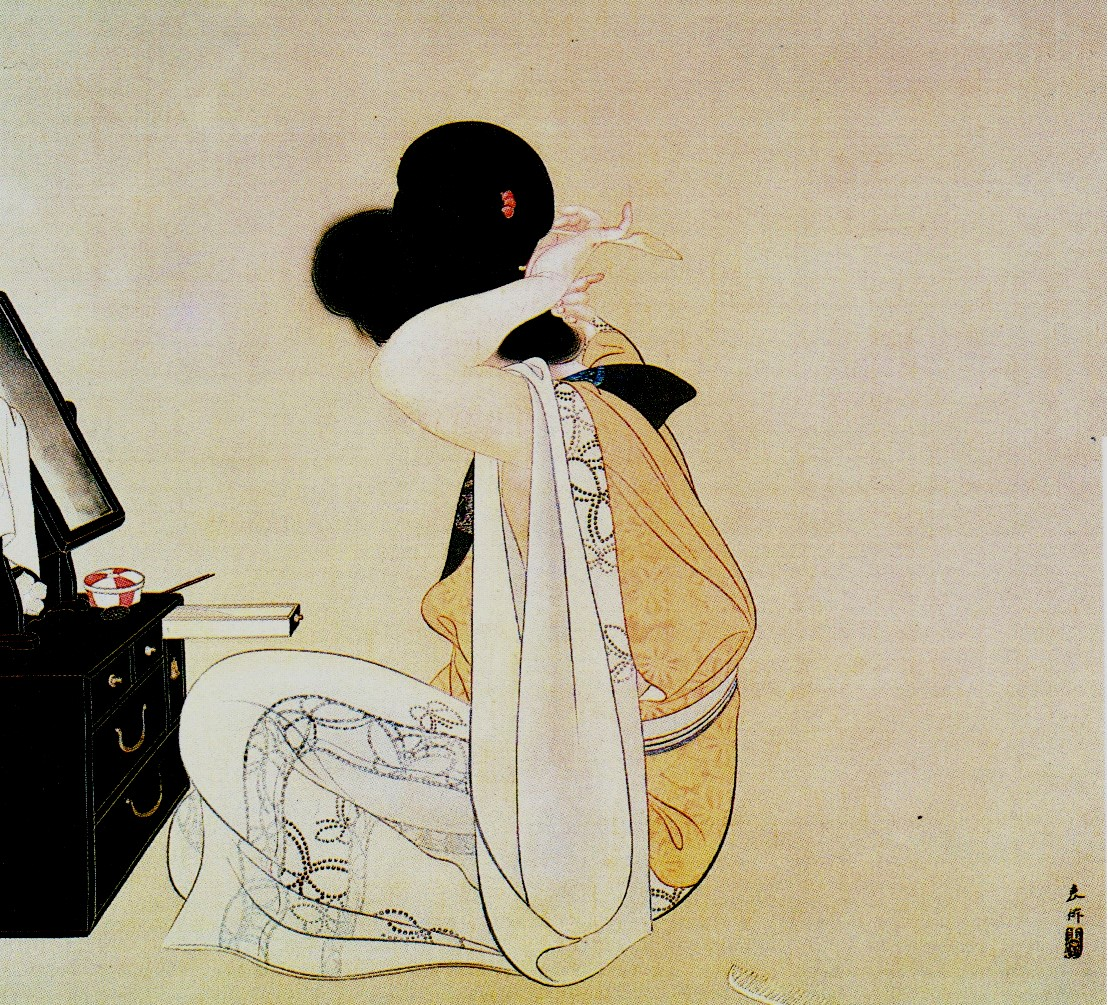
„Расчёсывая волосы“ (1912)
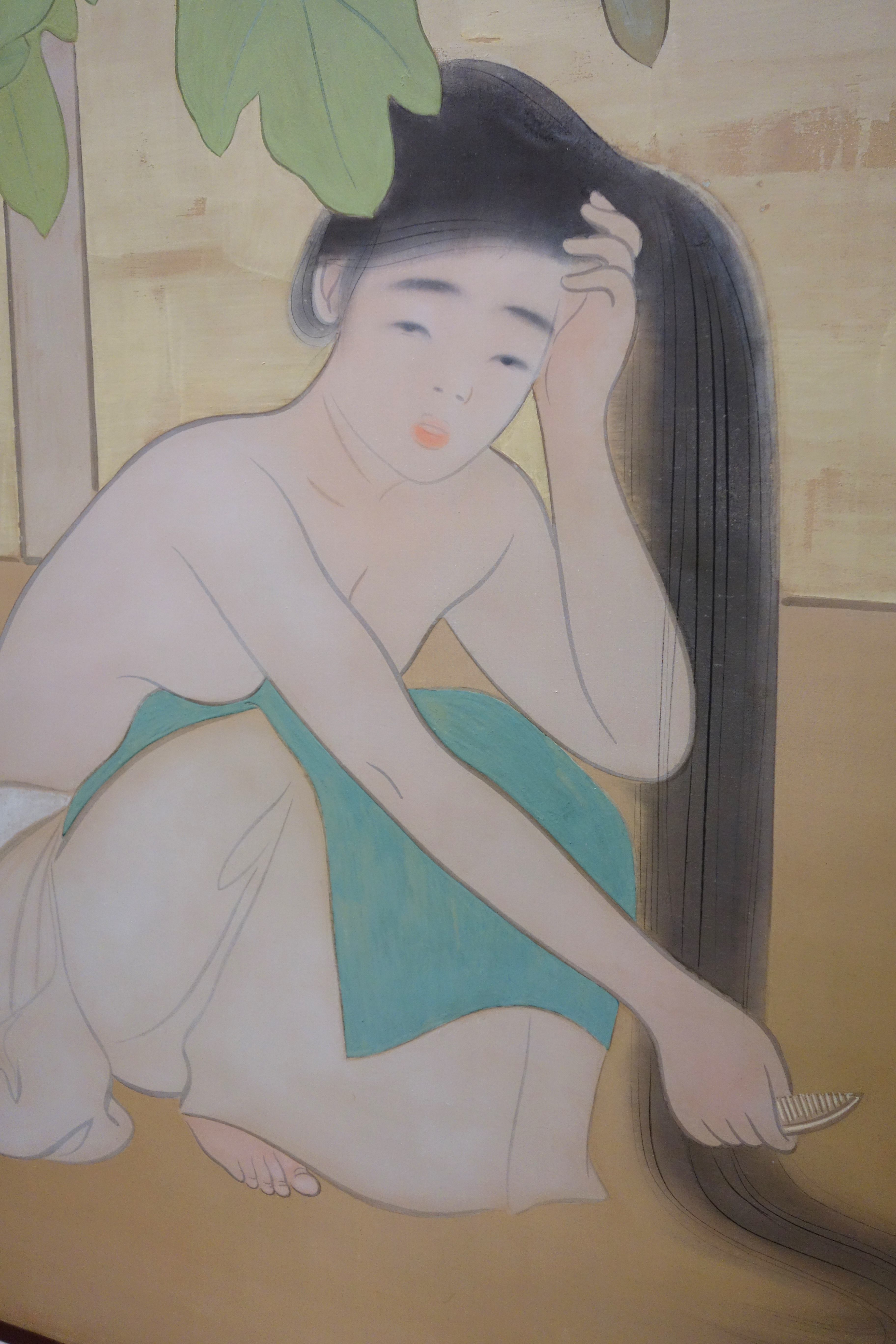
„Островитянки“ (фрагмент)
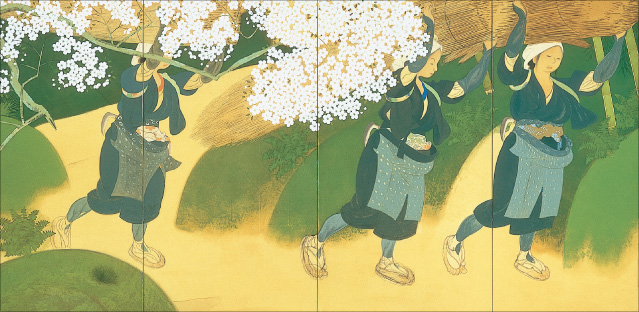
„Женщины из Охара“ (фрагмент, 1915)
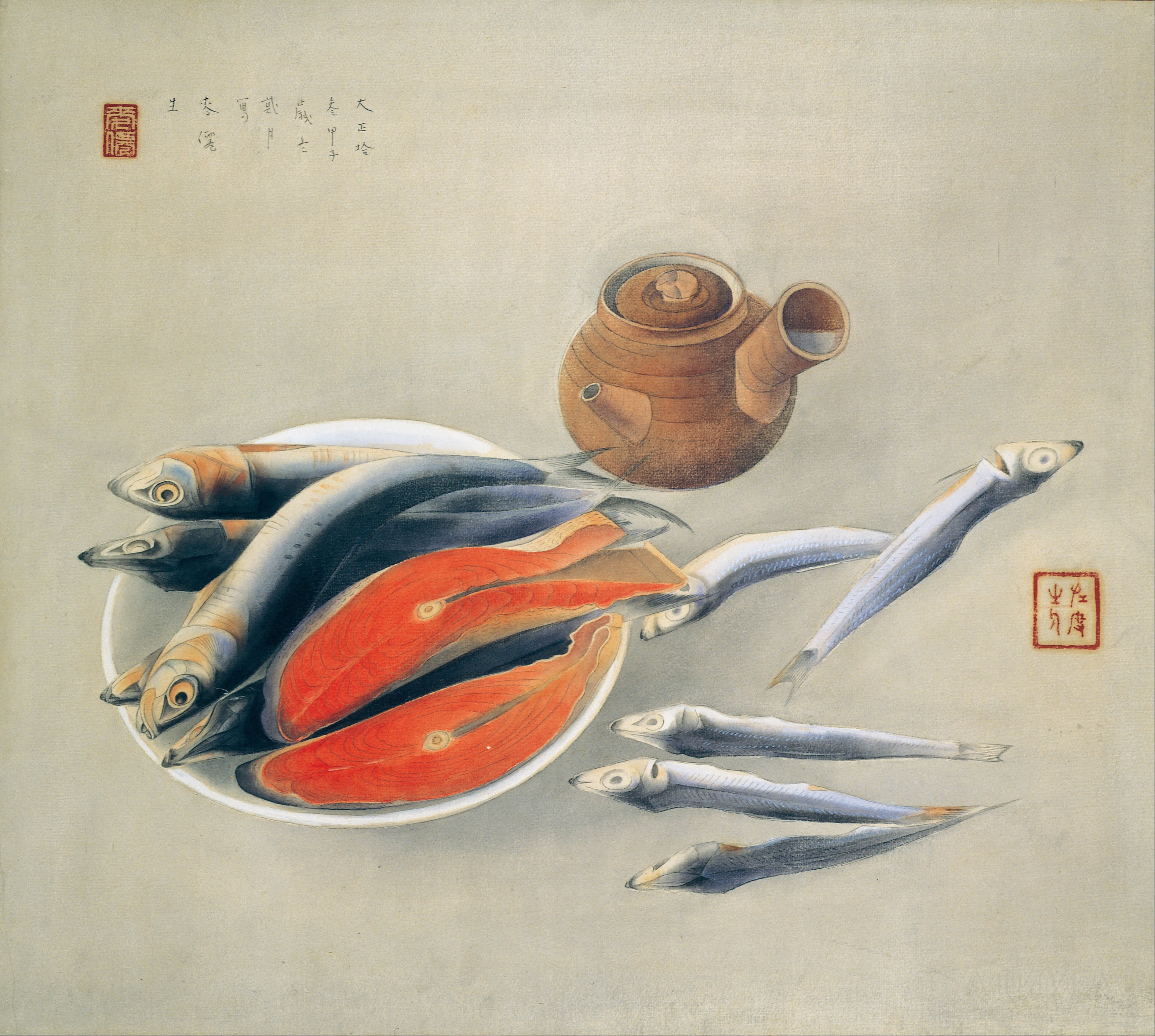
„Лосось, кувшин[источник не указан 1452 дня] и сардины“ (натюрморт, 1924)
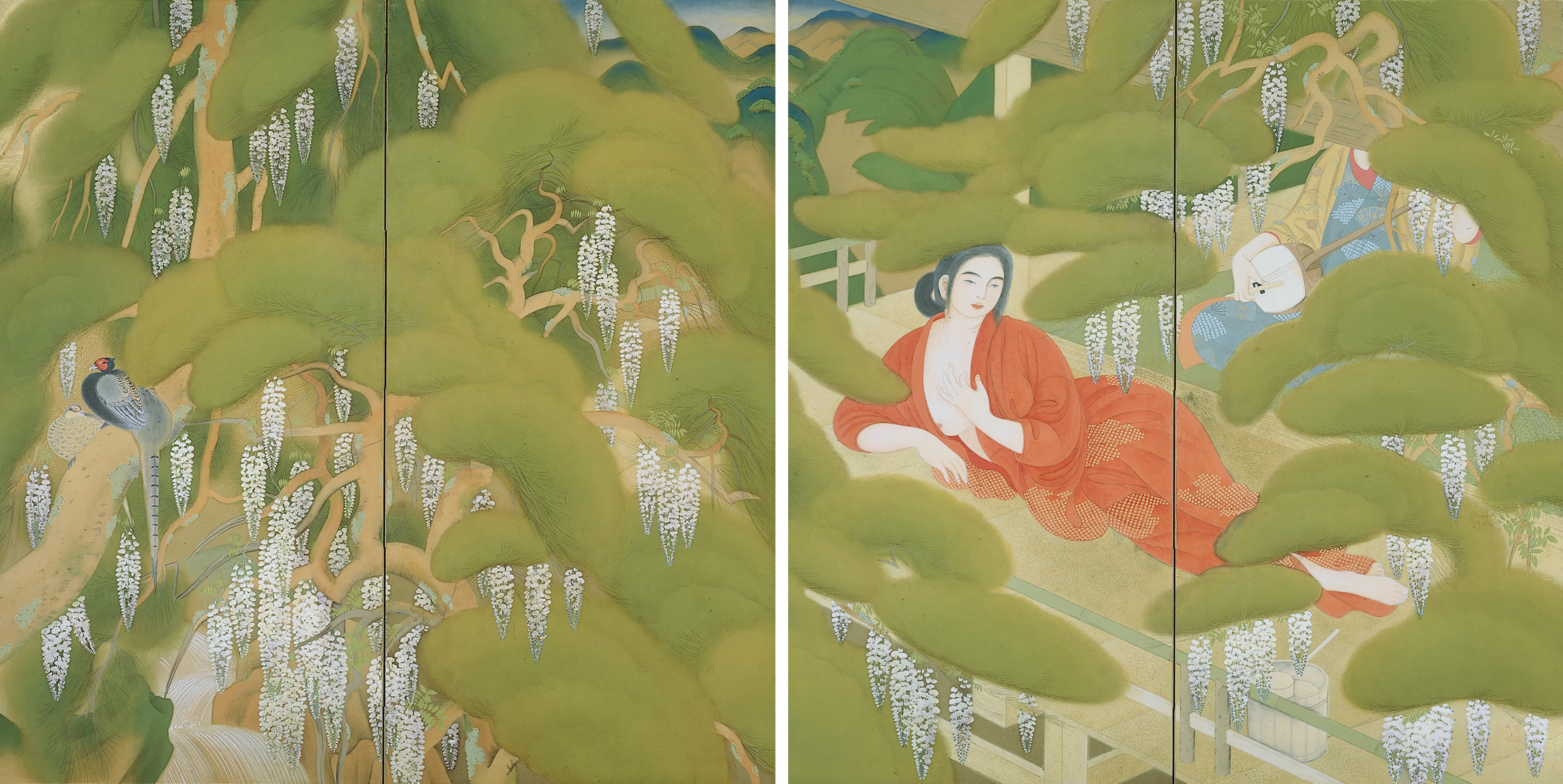
„Женская баня“ (1918)
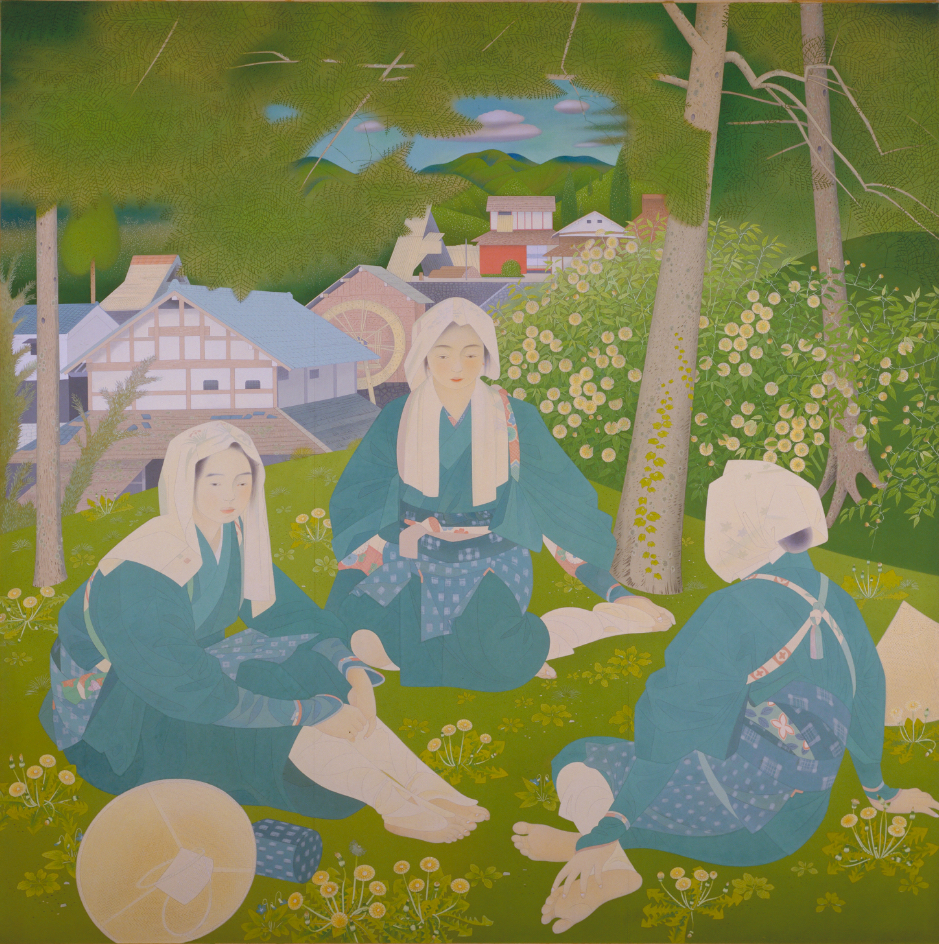
„Женщины из Охара“ (1927)